# 张客
张客（1915年5月24日—1989年12月10日），男，直隶宝坻（今属天津）人，中国剧作家，曾任北京电影学院副院长，中国电影家协会理事。